# RCA Victor
La RCA Victor è stata una casa discografica statunitense nata dalla fusione della RCA (Radio Corporation of America) e della Victor.

## Storia
Nel 1929, la Radio Corporation of America (RCA) acquistò la Victor Talking Machine Company, allora il più grande produttore mondiale di fonografi (incluso il famoso "Victrola") e dischi fonografici. La società divenne poi la RCA Victor Division della RCA. Assorbendo Victor, la RCA acquisì i diritti del Nuovo Mondo sul famoso marchio Nipper / "His Master's Voice". Nel 1931, la Gramophone Company, affiliata britannica della RCA Victor, si fuse con la Columbia Graphophone Company per formare la EMI. Ciò ha dato al capo della RCA David Sarnoff un posto nel consiglio di amministrazione della EMI.
Nel settembre 1931, la RCA Victor introdusse i primi dischi a 33 giri e mezzo venduti al pubblico, chiamandoli dischi "Trascrizione di programmi". Questi utilizzavano un'implementazione più superficiale e più ravvicinata del grande "solco standard" che si trova sui dischi contemporanei a 78 giri, piuttosto che il "microsolco" utilizzato per i dischi "LP" (a riproduzione lunga) a 33 1⁄3 giri del secondo dopoguerra. Il formato fu un fallimento commerciale, in parte perché i nuovi Victrolas con giradischi a due velocità progettati per riprodurre questi dischi avevano un prezzo esorbitante, il modello meno costoso veniva venduto al dettaglio per $ 395,00 nel profondo della grande depressione. Nel 1933, il formato fu abbandonato e i giradischi a due velocità non furono più offerti, ma alcune trascrizioni di programmi rimasero nel catalogo dei dischi Victor fino alla fine degli anni '30.